# Matthias Jorissen

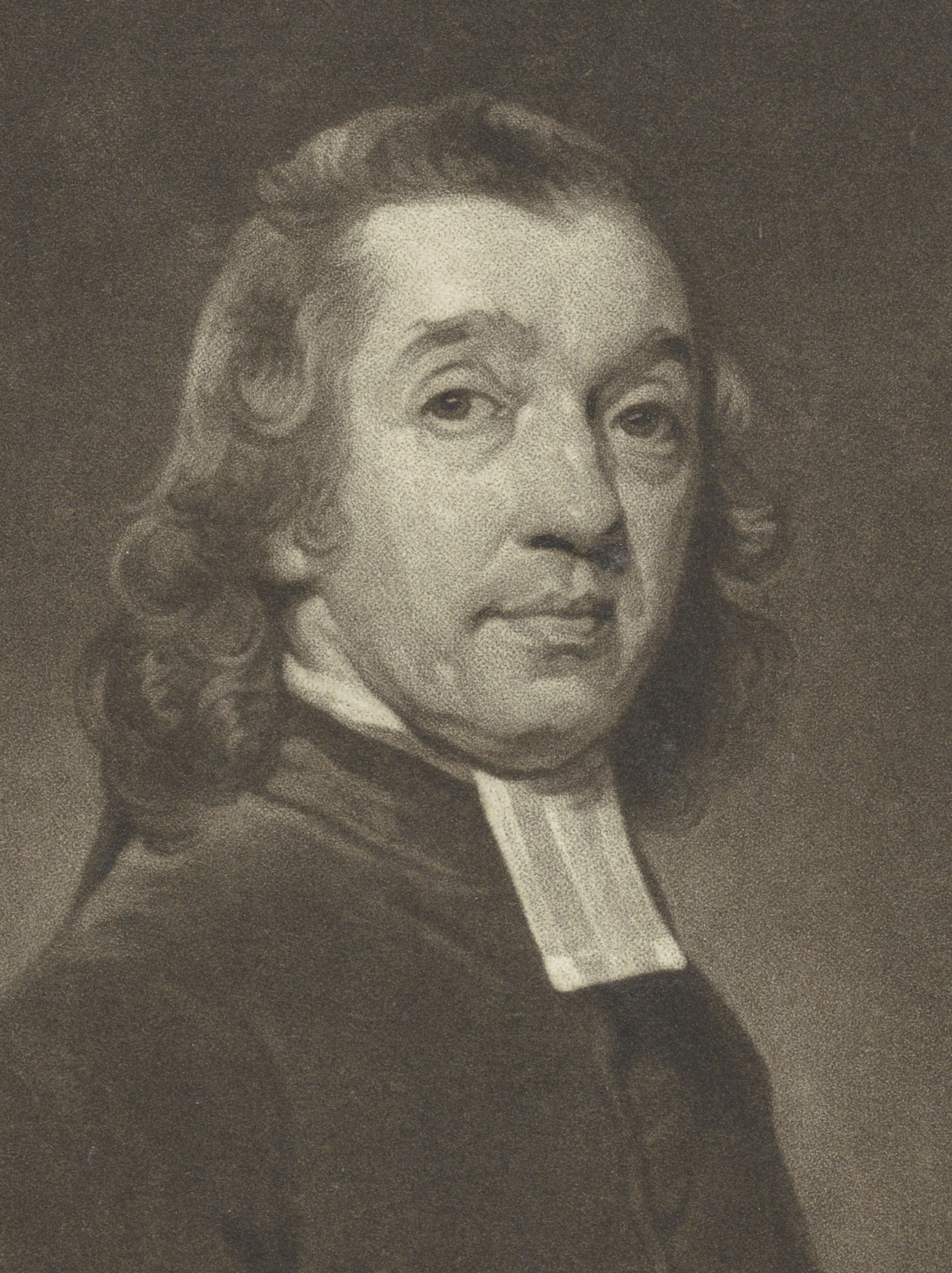
Matthias Jorissen als Pfarrer der deutschen reformierten Gemeinde in Den Haag; Porträt von Charles Howard Hodges 1796

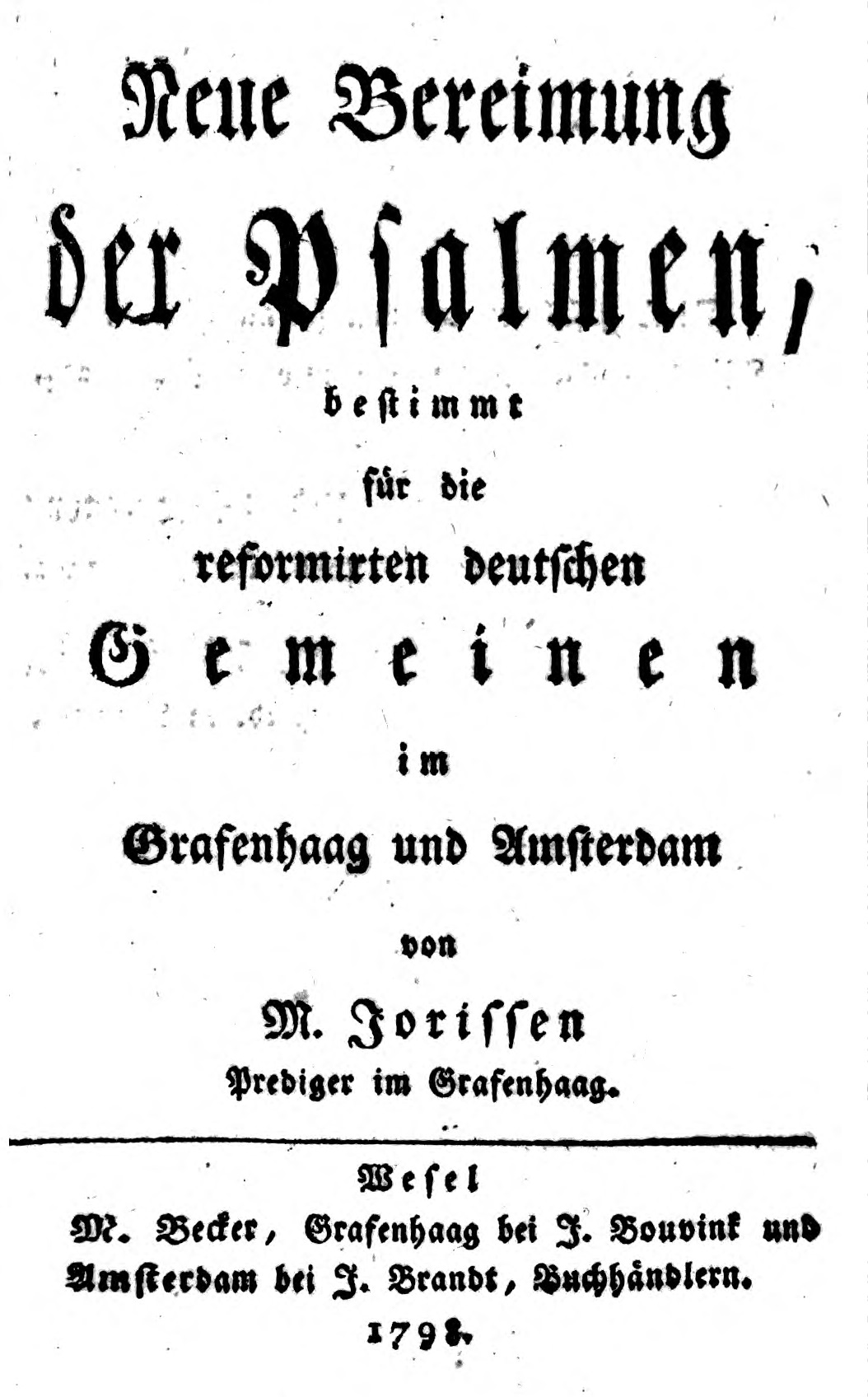
Titelseite von Jorissens Hauptwerk Neue Bereimung der Psalmen 1798

Matthias Jorissen (* 26. Oktober 1739 in Wesel; † 13. Januar 1823 in Den Haag, Niederlande) war ein reformierter Pfarrer und Kirchenliederdichter.

## Leben
Matthias Jorissen, Sohn eines Kaufmanns, war mit Gerhard Tersteegen verwandt und wurde von ihm dazu ermutigt, Evangelische Theologie zu studieren. Er begann sein Studium 1759 an der Alten Universität Duisburg, wo er in den Kreis um Samuel Collenbusch geriet, und wechselte 1762 an die Universität Utrecht. 1765 kehrte er nach Wesel zurück und arbeitete zuerst als Hauslehrer. Als er 1768 nach einer aufklärungskritischen Predigt in Konflikte mit dem Weseler Magistrat geriet und von der königlich-preußischen Regierung in Kleve aus dem Pfarrdienst ausgeschlossen wurde, bewarb er sich um Pfarrstellen in den Niederlanden. Von 1769 bis 1779 wirkte er als Pfarrer in Avezathen (Gelderland), anschließend in Hasselt, Overijssel. 1782 wurde er Pfarrer der deutschen Gemeinde in Den Haag. Nach seiner krankheitsbedingten Pensionierung im Jahr 1818 verbrachte er dort auch die letzten Lebensjahre.
Jorissen korrespondierte mit Vertretern der Erweckungsbewegung wie Johann Heinrich Jung-Stilling, Johann Kaspar Lavater, Johann Georg Hamann, Gottfried Menken, Johann Michael Sailer und Matthias Claudius. Ferner engagierte er sich in der Deutschen Christentumsgesellschaft und initiierte Vereine zur Förderung von Bibelverbreitung und Mission. Er verfasste einige pastoraltheologische Schriften, u. a. 1823 eine zur liturgischen Gestaltung des Gottesdienstes am Karfreitag, die großen Einfluss auf die evangelischen Kirchen in den Niederlanden und im gesamten deutschsprachigen Raum hatte. Sein bedeutendstes Werk ist die Neue Bereimung der Psalmen, entstanden um 1793 und erschienen 1798, eine neue sprachlich modernere Psalmenbereimung unter Beachtung sorgfältiger Übertragung des biblischen Textes, auf Grundlage der klassischen Melodien des Genfer Psalters. Sie erschien 1806 in einer erweiterten Fassung (Die Psalmen Davids neu übersetzt und in Reime gebracht) und wurde von den reformierten Gemeinden an Stelle des bis dahin gebräuchlichen Lobwasser-Psalters angenommen. Eine Reihe seiner Lieder sind noch im aktuellen Evangelischen Gesangbuch in Deutschland und im Reformierten Gesangbuch in der Schweiz und im Mennonitischen Gesangbuch Deutschlands und der Schweiz enthalten.

## Lieder (Auswahl)
Jorissens Kirchenlieder in kirchlichen Gesangbüchern wie dem Ev. Gesangbuch (EG):
- Jauchzt, alle Lande, Gott zu Ehren (Psalm (Ps.) 66 / EG 279)
- Erhebet er sich, unser Gott (Ps. 68 / EG 281)
- Wie lieblich schön, Herr Zebaoth (Ps. 84 / EG 282)
- Singt, singt dem Herren neue Lieder (Ps. 98 / EG 286, MG 77)
- Strophen 2,5,7 von Nun danket Gott, erhebt und preiset (Ps. 105 / EG 290)
- Lobt Gott, den Herrn der Herrlichkeit (Ps. 134 / EG 300; siehe Genfer Melodie zum 134. Psalm)
- Meine Seele steigt auf Erden (Ps. 25 / EG Rheinland/Westfalen/Lippe (EG RWL) 615)
- Jauchzt alle, Gott sei hoch erhoben (Ps. 33 / EG RWL 616)
- Wie der Hirsch nach frischer Quelle (Ps 42, Verse 2 bis 7 / EG RWL 617, MG74)
- Neig zu mir, Herr, deine Ohren (Ps. 86 / EG RWL 621)
- Ich sing in Ewigkeit von des Erbarmers Huld (Ps. 89, Verse 1 bis 3 / EG RWL 622)
- Der Herr ist König, hoch erhöht (Ps. 93 / EG RWL 623)
- Gott der Herr regiert (Ps. 99 / EG RWL 625)
- Jauchzt Halleluja, lobt den Herrn! (Ps. 111 / EG RWL 628)
- Gott hab ich lieb, er hörte mein Gebet (Ps. 116 / EG RWL 629)
- Dankt, dankt dem Herrn, jauchzt volle Chöre (Ps. 118 / EG RWL 630)
- Ich schau nach jenen Bergen gern. (Ps.121 / EG RWL 631)
- Halleluja, Gott zu loben (Ps. 146 / EG RWL 635)
- Dankt dem Herrn mit frohem Mut (Ps. 136 / MG 28)

## Schriften (Auswahl)
- Der Christenen goede vrijdag, of kort oberzigt van het geheelde lijden en sterven van onzen Heer Jezus Christus. 1820.
  - Der Charfreitag. Kurze Uebersicht und Betrachtung des Leidens und Sterbens unsers Herrn Jesu Christi. Schönian, Elberfeld 1821 (Digitalisat)
- Neue Bereimung der Psalmen. Becker, Wesel 1798 (Digitalisat)
  - Die Psalmen Davids. Lucas, Elberfeld 1841 (Digitalisat)
  - Die Psalmen Davids. Sola Gratia Medien. 3. Auflage 2023.